# Хопферау
Хопферау (нем. Hopferau) — коммуна земли Бавария (Германия). 
Подчиняется административному округу Швабия. Входит в состав района Восточный Алльгой.  Население составляет 1080 человек (на 31 декабря 2010 года). Занимает площадь 13,19 км².